# Edgar Meneses
Edgar Meneses (San José del Fragua, Caquetá, 12 de febrero de 1995) es un futbolista colombiano. juega de centrocampista.

## Trayectoria
Empezó en las categorías menores del Deportivo Pasto. Debutó  en el fútbol profesional, por la  Copa Colombia el 29 de marzoJulio de 2014, con 19 años, enfrentando al Cortuluá. Su debut en la primera división, fue el 7 de febrero de 2015 casualmente enfrentando otra vez a Cortuluá.

## Clubes
| Club            | País     | Año         |
| --------------- | -------- | ----------- |
| Deportivo Pasto | Colombia | 2014 - 2015 |

## Palmarés

### Campeonatos nacionales
| Título    | Club            | País     | Año  |
| --------- | --------------- | -------- | ---- |
| Primera B | Deportivo Pasto | Colombia | 2011 |